# Selbstbestimmtes Leben
Der Begriff Selbstbestimmtes Leben (englisch Independent living) bezeichnet ein Konzept, das fordert, dass die als „Menschen mit Behinderung“ Bezeichneten und deren Interessenvertretungen für Selbstbestimmung, Selbstachtung und Chancengleichheit eintreten.
Im Rahmen der Altenhilfe ist Selbstbestimmtes Leben als ein Schritt zu einer möglichst zusammenhängenden Betreuung zu sehen, unter Umständen mit einem betreuten Wohnen als nächsten Schritt.
Das Konzept des selbstbestimmten Lebens ist eine Antwort auf die in den meisten Ländern bestehenden Vorurteile, einen überwiegend medizinischen Blick auf Behinderung und die negativen Einstellungen gegenüber Menschen mit Behinderungen. Menschen mit Behinderungen werden klischeehaft als kranke, fehlerhafte und unnormale Personen gesehen, als Objekte für professionelle Intervention, als eine Last für sich und ihre Familien, abhängig von der Gnade (der unverdienten Milde) anderer Menschen. Aus diesen Bildern ergäben sich Konsequenzen für Menschen mit Behinderungen und ihre Familien und eine Verringerung der Chancen auf Bildung und Beschäftigung, was wiederum dazu führt, dass weltweit ein großer Anteil der Menschen mit Behinderungen zu den Armen zählt.

## Konzept
Das Konzept des selbstbestimmten Lebens (SL) postuliert, dass Menschen mit Behinderungen die besten Experten für ihre eigenen Bedürfnisse sind und deshalb individuell und kollektiv die Initiative ergreifen müssen, um bessere Lösungen zu entwickeln und zu vertreten. Neben De-Professionalisierung und Selbstrepräsentation umfasst die Idee die Entmedikalisierung der Behinderung, eine Deinstitutionalisierung und die behinderungsübergreifende Einbeziehung der Menschen in die SL-Bewegung (ungeachtet der Diagnose).
Das Konzept der SL sieht behinderte Menschen in erster Linie als Bürger und erst in zweiter Linie als Konsumenten von Gesundheits-, Rehabilitations- oder sozialen Diensten. Als Bürger in demokratischen Gesellschaften, so die Feststellung der SL-Bewegung, haben Menschen mit Behinderungen das gleiche Recht auf Teilhabe, auf die Palette von Möglichkeiten, das gleiche Maß an Freiheit, Kontrolle und Selbstbestimmung im Alltag und in der Lebensplanung, die auch andere Bürger für selbstverständlich halten. So fordern SL-Aktivisten die Beseitigung von infrastrukturellen, institutionellen und Einstellungs-Barrieren und die Einführung des Universal-Design-Prinzips. Abhängig von der individuellen Behinderung werden unterstützende Dienstleistungen wie Hilfsmittel, Einkommensbeihilfen oder persönliche Unterstützung als notwendig angesehen, um Chancengleichheit zu erreichen. Wie von der SL-Bewegung hervorgehoben, müssen Bedarfsanalyse und Leistungserbringung den Nutzern ermöglichen, die Dienste zu kontrollieren, frei zwischen konkurrierenden Dienstleistern zu wählen und mit Würde in der Gemeinschaft zu leben. Geldleistungen oder Direct Payments (in Deutschland: Persönliches Budget; in der Schweiz: Subjektfinanzierung) werden durch SL-Aktivisten gegenüber Sachleistungen wegen der positiven Auswirkungen auf die Lebensqualität der Nutzer und die Kosteneffizienz bevorzugt.
„Independent Living bedeutet nicht, dass wir alles selbst machen wollen, niemanden brauchen oder es uns gefällt, in Isolation zu leben. Independent Living bedeutet, dass wir die gleichen Chancen fordern und die gleiche Kontrolle über unseren Alltag, die unsere nicht behinderten Brüder und Schwestern, Nachbarn und Freunde für selbstverständlich halten. Wir wollen aufwachsen in unseren Familien, auf die Schule in der Nachbarschaft gehen, den gleichen Bus nutzen wie unsere Nachbarn, und in Jobs arbeiten, die im Einklang mit unserer Bildung und unseren Interessen sind. Wir sind zutiefst gewöhnliche Menschen mit dem gleichen Bedürfnis, uns einbezogen, anerkannt und geliebt zu fühlen.“ 

Adolf Ratzka 
Laut der SL-Bewegung kann mit gegenseitiger Unterstützung jeder – einschließlich Personen mit ausgeprägten Entwicklungsstörungen – lernen, mehr Initiative und die Kontrolle über sein Leben zu übernehmen. Zum Beispiel wird Peer-Support in Independent Living – Kompetenzklassen oder in Institutionen genutzt, in denen Menschen mit ihren Familien in Vorbereitung auf ein selbständiges Leben lernen, wie man den Alltag bewältigt.

## Anfänge in den USA
Die Anfänge der Bewegung kamen in den USA mit den Bürgerrechts- und Verbraucherrechtsbewegungen der späten 1960er Jahre und in der Behindertenbewegung, die in den 1970er Jahren begann. Zu einem Sprungbrett wurde Camp Jened, ein seit 1951 veranstaltetes Ferienlager für behinderte Menschen in New York. Über das Camp Jened im Jahr 1971 berichtet der oscarprämierte Dokumentarfilm Sommer der Krüppelbewegung. Viele Teilnehmende und Aufsichtspersonen (auch bekannt als „Jenedians“) wurden Behindertenrechtsaktivisten, darunter Judith Heumann und James LeBrecht. Die Independant Living-Bewegung (IL-Bewegung) arbeitet an der Abschaffung der Sonderschule und der Rehabilitationskonzepte von Fachleuten. Künftig sollen Konzepte zur Integration und Rehabilitation von den Betroffenen selbst entwickelt werden.
Die ersten Independent-Living-Vertreter und -Organisatoren waren Menschen mit beträchtlichen Behinderungen.
Doch die Botschaft der Bewegung scheint am populärsten unter den Menschen, die bei den Verrichtungen des täglichen Lebens auf Unterstützung und pflegerische Versorgung angewiesen, unter dem Blickwinkel der IL-Bewegung, am meisten der paternalistischen Haltung und der Kontrolle durch Fachkräfte ausgesetzt sind.

### Centers for Independent Living
Im Jahr 1972 wurde das erste Center for Independent Living von behinderten Aktivisten gegründet, angeführt von Ed Roberts in Berkeley, Kalifornien. Diese Zentren haben Modellfunktion, sie wurden geschaffen, gegenseitige Unterstützung anzubieten und werden von Menschen mit Behinderungen geleitet und kontrolliert. Gemäß dem IL-Ansatz kann das Beispiel eines peer (jemand, der in einer ähnlichen Situation gewesen ist) bei der Analyse der eigenen Situation, der Übernahme der Verantwortung für das eigene Leben und bei der Entwicklung von Bewältigungsstrategien wirksamer sein als Interventionen nichtbehinderter Profis.
In jedem der Zentren wird die gleiche Reihe von Basisleistungen angeboten, aber es gibt einige Unterschiede in den Programmen, unter anderem in Bezug auf die Finanzierungsquellen. Abhängig von den Dienstleistungen des Staates in der Gemeinde unterstützen die Zentren mit Vermittlung und Anpassung von Wohnraum, Vermittlung von persönlicher Assistenz oder Prozesskostenhilfe. Typischerweise arbeiten die Zentren mit lokalen und regionalen Regierungen zur Verbesserung der Infrastruktur, Sensibilisierung für die Behindertenthematik und als die Lobby für eine Gesetzgebung, die die Chancengleichheit fördert und Diskriminierung verbietet, zusammen. Als effektiv haben sich Zentren in Staaten wie Kalifornien, Massachusetts, New York, Pennsylvania und Illinois erwiesen.
Im Laufe der Jahre breitete sich die IL-Bewegung von Nordamerika auf allen Kontinenten aus, passte sich an und wurde währenddessen von den verschiedenen Kulturen und wirtschaftlichen Bedingungen beeinflusst.
Es existiert eine beträchtliche Anzahl von Forschungsergebnissen, Ausbildungsmaterialien und Beispielen für bewährte Praktiken zu Themen wie dem Übergang vom Leben in Institutionen zum Leben in der Gemeinschaft, dem Übergang von der Schule zu Beschäftigung oder selbständigen Erwerbstätigkeit, der Gemeinwesenarbeit und Lobbyarbeit, der Behindertenkultur, Mädchen und Frauen mit Behinderungen sowie Behinderung und Entwicklung. Die Unterstützung der Bewegung und die Nutzung ihrer Arbeit ist zu einem wichtigen Bestandteil der Sozialpolitik zahlreicher Länder geworden.

## In Deutschland
Die anfängliche Entwicklung in Deutschland geschah unabhängig von der amerikanischen Philosophie von independent living. Die „Behinderten- und Krüppelbewegung“ hatte hier einen großen Einfluss darauf. In Deutschland existierte die Form der Selbstorganisierten Hilfe, bevor die amerikanische IL-Philosophie bekannt wurde.
Während der Zeit des Nationalsozialismus wurden Tausende Menschen im Rahmen der „Euthanasie“ ermordet, wiederum gab es unzählige Menschen mit Behinderungen infolge des Krieges, deshalb nahmen zunächst die Verbände der Kriegsopfer- und Hinterbliebenenfürsorge ihre Arbeit wieder auf, wie der Bund Deutscher Kriegsopfer, Körperbehinderter und Sozialrentner. Erst 1955 wurde der erste Verein gegründet, der sich Zivilpersonen mit Körperbehinderung widmete: „Sozialhilfe für Querschnitts- und Kindergelähmte“.

In den folgenden Jahren kam es zu weiteren Vereinsgründungen, in der Regel Elternvereinigungen: 1958 wurde die Bundesvereinigung Lebenshilfe für das geistig behinderte Kind (heute Lebenshilfe Deutschland) gegründet und der Verband Deutscher Vereine zur Förderung spastisch gelähmter Kinder mit dem Ziel der Förderung der behinderten Kinder und der Entlastung der Familien. Es entstand auch ein Netz von Sondereinrichtungen.
In den späten Fünfziger- und frühen Sechzigerjahren traten zwei Ursachen von „ziviler“ Behinderung besonders hervor: Kinderlähmung (Poliomyelitis) und Contergan. An Polio erkrankten vor Einführung der Schluckimpfung im Jahr 1962 jährlich mehrere Tausend Menschen, von denen viele der Überlebenden dauerhafte Lähmungserscheinungen davontrugen. In Deutschland wurden ca. 4000 durch Contergan beeinträchtigte Kinder geboren, von denen ungefähr 2800 überlebten. Das Schicksal der „Contergankinder“ wurde ausschweifend in den Medien thematisiert, wodurch Behinderung eine neue Bewertung als gesellschaftliche Aufgabe bekam. Es wurde die Aktion Sorgenkind gegründet.
Die Aufbruchsstimmung der 1968er Jahre ging auch an der Behindertenbewegung nicht spurlos vorüber. Es wurde der „Club 68“ gegründet, der Vorläufer der „Clubs Behinderter und ihrer Freunde“ (Cebeef). Zunächst mit dem Ziel der gemeinsamen Freizeitgestaltung, wurden die Clubs später auch auf kommunalpolitischer Ebene aktiv, um Alltagshindernisse abzubauen. Behinderung wurde vor allem aus einem medizinischen Blickwinkel betrachtet und oftmals mit Krankheit gleichgesetzt.

### Krüppelbewegung
1974 gab Gusti Steiner zusammen mit dem Publizisten Ernst Klee Kurse an der Frankfurter Volkshochschule, wo sie mit behinderten und nichtbehinderten Teilnehmern provokante Aktionen durchführten: Sie blockierten die Straßenbahn, um auf Missstände aufmerksam zu machen, und verliehen einige Male die „Goldene Krücke“ an die jeweils „größte Niete der Behindertenarbeit“. 1978 gründeten Franz Christoph und Horst Frehe in Bremen die erste Krüppelgruppe, allein der Name war Provokation. Nichtbehinderte durften nicht teilnehmen, nach dem Vorbild der Frauenbewegung wollte man zunächst unter sich die Situation analysieren. Ziel der Krüppelbewegung war, eine Änderung des Blickwinkels auf Behinderung zu erreichen, im Sinne der Disability Studies – Behinderung statt aus medizinischer Sicht als gesellschaftliches Problem zu begreifen (Social model of disability).
Von den Krüppelgruppen wurde von 1979 bis 1985 die Krüppelzeitung – „Zeitung von Krüppel für Krüppel“ – herausgegeben, die später mit der Luftpumpe zur Randschau wurde.

### Krüppeltribunal
Am 25. Februar 1980 wurde die als „Frankfurter Urteil“ bekannte Gerichtsentscheidung erlassen:

„Auch die Anwesenheit einer Gruppe von jedenfalls geistig und körperlich Schwerbehinderten stellt einen zur Minderung des Reisepreises berechtigenden Mangel dar.“

Es gab zahlreiche Proteste und am 8. Mai 1980 eine Demonstration in Frankfurt am Main, bei der auf die Diskriminierung behinderter Menschen in Deutschland aufmerksam gemacht wurde.
Es folgten die Vorbereitungen der Behinderteninitiativen zum UNO-Jahr der Behinderten, das für 1981 ausgerufen worden war. Ziel der Gruppen war, die offiziellen Veranstaltungen des UNO-Jahres zu nutzen, um ihren Anliegen Gehör zu verschaffen, wie unter dem Motto „Jedem Krüppel seinen Knüppel“ die Störung der Eröffnungsveranstaltung am 24. Januar in der Dortmunder Westfalenhalle.
Den Abschluss des „Jahres der Behinderer“ bildete das Krüppeltribunal. Dabei wurden, analog zum Russell-Tribunal von Amnesty International, Menschenrechtsverletzungen an behinderten Menschen angeprangert. An der Durchführung des Krüppeltribunals war u. a. Theresia Degener beteiligt.
Fortgeführt wurde die Kritik an der Ausgrenzung und Institutionalisierung behinderter Menschen 1982 auf einem internationalen Fachkongress in München. Unter dem Titel Leben, Lernen, Arbeiten in der Gemeinschaft wurden dort auch verschiedene Modelle der Unterstützung körperbehinderter Menschen, wie das Konzept des Independent Living aus den USA, vorgestellt.
Im November 1986 wurde in Bremen die Beratungsstelle Selbstbestimmt Leben eröffnet, als erstes von inzwischen über zwanzig Zentren für Selbstbestimmtes Leben in Deutschland.

## In der Schweiz
In der Schweiz war das Zentrum für Selbstbestimmtes Leben Schweiz Teil der seit den 1970er-Jahren bestehenden europäischen Behindertenbewegung und der weltweiten „Selbstbestimmt-Leben-Bewegung“ (kurz „SL-Bewegung“). Das Zentrum bestand zwischen 1996 und 2018. Die Gründung wurde durch einen Initialbeitrag der Schweizerischen Vereinigung der Gelähmten (SVG/ASPr) ermöglicht.
Daneben besteht die ebenfalls der Selbstbestimmt Leben Bewegung angehörende schweizerische Behindertenorganisation „selbstbestimmung.ch“ und die Gruppe JA-SL der Katholischen Behindertenseelsorge des Kantons Zürich.
Als erster Kanton der Schweiz führt der Kanton Bern im Jahr 2023 das kantonale Behindertenleistungsgesetz ein. Damit will der Kanton erwachsene Menschen mit einer Behinderung bei der selbstbestimmten Lebensgestaltung unterstützen und ihnen ermöglichen, gleichberechtigt am gesellschaftlichen Leben teilzuhaben. Anstatt der heutigen Pauschalabgeltung von Institutionen soll der individuelle Betreuungsbedarf von Menschen mit Behinderungen finanziert werden. Dies erweitert die Wahlmöglichkeiten beim Wohnen in den eigenen vier Wänden unter Zuhilfenahme von ambulanten Assistenz- und Dienstleistungen.